# FC Ripensia Timişoara
El FC Ripensia Timişoara fou un club de futbol romanès de la ciutat de Timisoara.

## Història

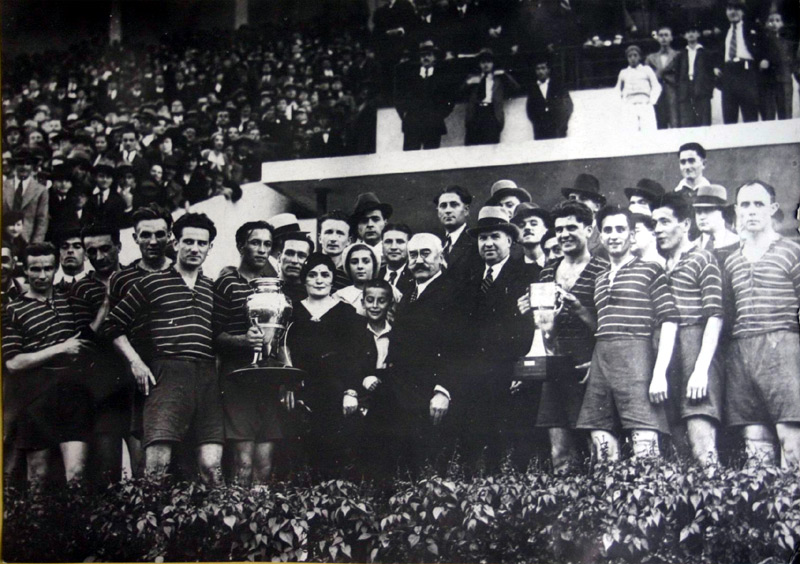
Ripensia Timişoara campió de Copa la temporada 1933-34.

Va ser fundat el 1928 pel Dr. Cornel Lazăr, un famós promotor del futbol a la regió i antic president del Chinezul Timişoara. El seu nom sembla provenir de la província de l'Imperi Romà de Dacia Ripensis. Fou el primer club professional de Romania.
Els seus jugadors van provenir dels clubs Chinezul, C.A.T.  i Poli. A causa del seu estàtus professional, no fou fins a la temporada 1932-1933 (la primera temporada de la lliga nacional - Divizia A), que al club se li permeté participar en competicions nacionals oficials. Fou quatre cops campió de lliga i dos de copa.
Després de la Segona Guerra Mundial, problemes financers i la nova organització esportiva comunista van fer que el club jugués a la Divizia B i la Divizia C. Després de 1948, desaparegué fusionat dins de l'Electrica Timişoara.
Els seus colors eren el vermell i el groc. El seu estadi s'anomenà "Electrica" (avui dia "UMT").

## Palmarès
- Lliga romanesa de futbol (4): 1933, 1935, 1936, 1938
- Copa romanesa de futbol (2): 1934, 1936

## Trajectòria
Divizia A: (9 edicions) 184 110 28 46 512 - 277

Divizia B: (1 edició) 29 12 4 13 44 - 54

Divizia C: (1 edició) 18 13 14 1 48 - 21

Total: (11 edicions) 231 135 46 60 604 - 352
Ripensia a la Divizia A: 
- 1932-1933 • 12 • 10 • 00 - 02 - 49 • 10 • 20 punts
- 1933-1934 • 14 • 10 • 02 - 02 - 55 • 13 • 22 punts
- 1934-1935 • 22 • 14 • 04 - 04 - 66 • 34 • 32 punts
- 1935-1936 • 22 • 13 • 04 - 05 - 59 • 37 • 30 punts
- 1936-1937 • 22 • 13 • 01 - 08 - 59 • 39 • 27 punts
- 1937-1938 • 18 • 15 • 00 - 03 - 63 • 25 • 30 punts
- 1938-1939 • 22 • 11 • 04 - 07 - 53 • 39 • 26 punts
- 1939-1940 • 22 • 08 • 06 - 08 - 36 • 37 • 22 punts
- 1940-1941 • 24 • 13 • 06 - 05 - 58 • 32 • 32 punts

## Jugadors destacats
- Porters: William Zombory, Dumitru Pavlovici
- Defenses: Rudolf Burger, Balazs Hoksary
- Centrecampistes: Vasile Chiroiu II, Vasile Deheleanu, Rudolf Kotormany, Eugen Lakatos, Nicolae Simatoc
- Davanters: Gheorghe Oprean, Zoltan Beke, Silviu Bindea, Gheorghe Ciolac, Ştefan Dobay, Ladislau Raffinski, Alexandru Schwartz, Graţian Sepi II, Mihai Tanzer